# F. H. Lütgert
F. H. Lütgert (Hamburg, a finals del segle xviii) fou un músic alemany.
Deixà, arranjaments, variacions i una col·lecció de cançons alemanyes amb acompanyament de piano (Hamburg, 1791).